# Ocrepeira lurida
Ocrepeira lurida är en spindelart som först beskrevs av Cândido Firmino de Mello-Leitão 1943. 
Ocrepeira lurida ingår i släktet Ocrepeira och familjen hjulspindlar. Inga underarter finns listade i Catalogue of Life.